# 三友社出版
三友社出版株式会社（さんゆうしゃしゅっぱん）は、日本の出版社である。教科書・教材・一般書などの出版で知られる。
本社は東京メトロ護国寺駅と江戸川橋駅に挟まれた音羽通り沿いにある。